# Мазараки, Семён Семёнович
Семён Семёнович Мазараки (1787—1854) — генерал-лейтенант, начальник Сестрорецкого оружейного завода.

## Биография
Родился 23 июля 1787 года. Образование получил во 2-м кадетском корпусе, из которого выпущен в 1805 году в артиллерию.
В 1806—1807 годах принимал участие в кампании против французов в Восточной Пруссии, отличился в сражении при Прейсиш-Эйлау.
За отличие во время Отечественной войны 1812 года был награждён орденами св. Анны 4-й степени и св. Владимира 4-й степени с бантом. В Заграничной кампании 1813 года он заслужил себе орден св. Анны 2-й степени и прусский орден «Pour le Mérite». 6 февраля 1814 года Мазараки был награждён орденом св. Георгия 4-й степени (№ 2822 по кавалерскому списку Григоровича — Степанова)
За отличие в сражении с французами при Суассоне.

Князь Сергей Волконский в своих воспоминаниях так описал вклад С. С. Мазараки в сражение: 
"Капитан Мазараки стал оныя <ворота> громить ядрами, и вскоре ворота в дребезги, и доступ в город был совершенно открыт...". 
Волконский был убежден, что взятие Суассона - это заслуга С. С. Мазараки.
В 1820 году произведён в полковники, 28 февраля 1829 года получил чин генерал-майора.
8 марта 1834 года назначен начальником Казанского порохового завода и исполнял обязанности  до апреля 1836 года.
В 1839 году назначен на должность командира Сестрорецкого оружейного завода.
В 1837 году награждён орденом св. Станислава 2-й степени со звездой. В 1845 году произведён в генерал-лейтенанты.
Во время управления Мазараки Сестрорецким заводом на заводе была устроена особая мастерская для выделки образцов различного вооружения, по которым на других оружейных заводах делались серийные изделия, и были проведены первые опыты по изготовлению нарезных ружей.
20 февраля 1847 г.  Высочайшим приказом назначен заседающим в Общее  Присутствии Артиллерийского Департамента Военного министерства.
Скончался в Санкт-Петербурге 8 октября 1854 года, похоронен на Лазаревском кладбище Александро-Невской лавры.

## Семья
Жена - Анна Ильинична Мазараки (урожд. Дебольцова) (р. 1795, Воронеж - август 1870) - дочь издателя, публициста, переводчика Ильи Николаевича Дебольцева.
Дети:
Семен Семенович (10.06. 1823, Воронеж - 26.06.1888, Кишинёв) - полковник в отставке, с 1874 года именовался как Мазараки-Дебольцев.
Илья Семенович ( 3.07.1824, Воронеж - после 1862) - полковник в отставке, директор Воронежского попечительского о тюрьмах комитета.
Николай Семенович (15.11.1825, Воронеж - 16.03.1873, Екатеринослав) -  генерал-майор. Участник обороны Севастополя.
Александра Семеновна (28.09.1828, Воронеж - после 1910) - в замужестве Сафонова.
Андриан Семенович (18.08. 1835, Воронеж - 4.01. 1906, Ницца) - меценат, музыкант.